# Kłodzko Główne

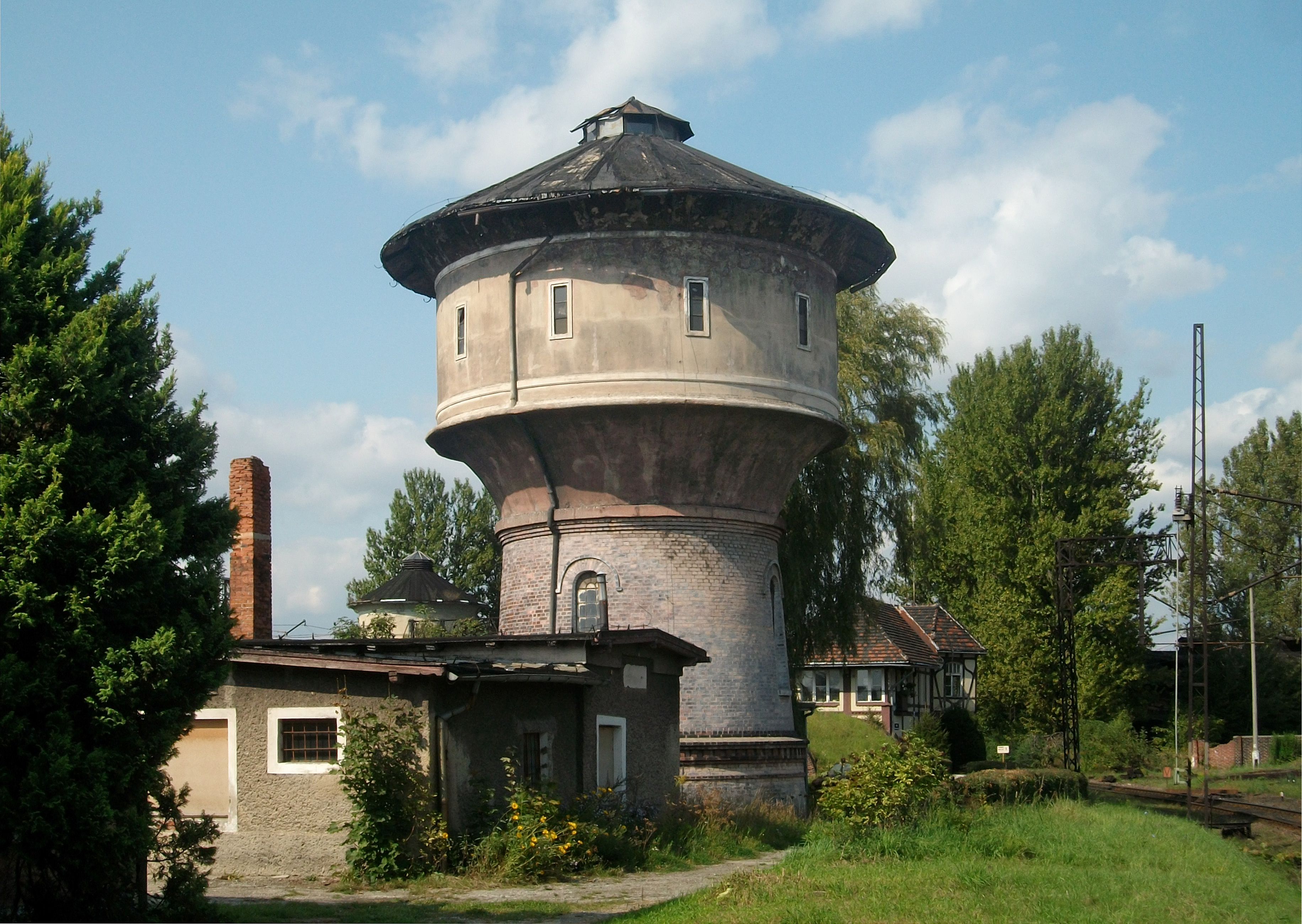
Vodárenská věž

Kłodzko Główne (česky Kladsko hlavní nádraží) je hlavní nádraží ve městě Kladsku, které leží uprostřed Kladské kotliny na Kladské Nise v Dolnoslezském vojvodství.

## Obecný přehled

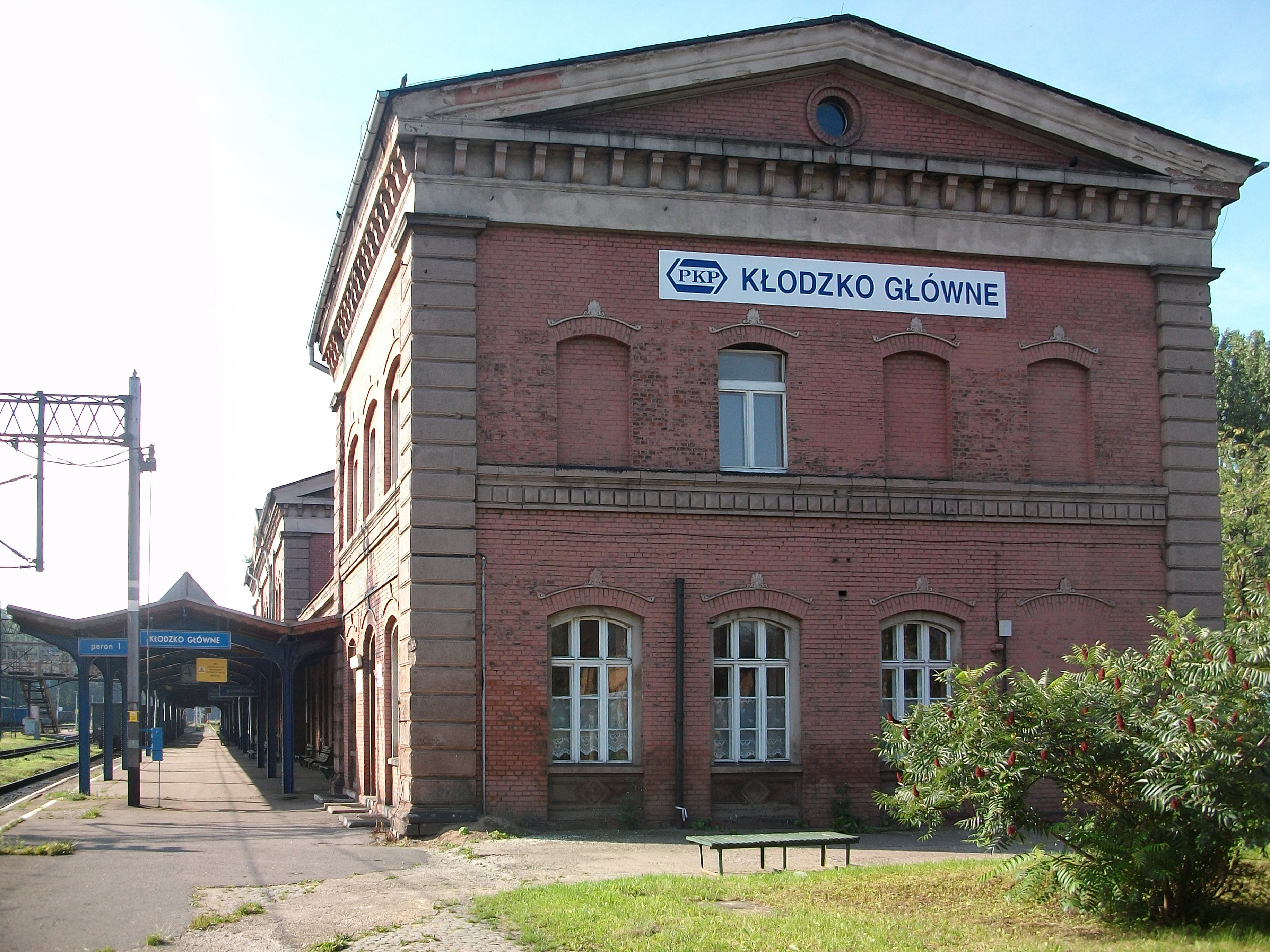
Pohled na staniční budovu a nástupiště

Železniční stanice Kladsko hlavní nádraží byla otevřena 21. září 1874 pod tehdejším německým názvem Glatz Hauptbahnhof. Od 27. srpna 1945, po posunutí hranice mezi Německem a Polskem o cca 200 km zpět na západ k řece Odře (něm, Oder) neslo polský název Kłodzko.
Později získala dnešní název Kłodzko Główne, neboli Kladsko hlavní nádraží. Do roku 1993 byla ve stanici výtopna, budova sloužící k přípravě parních lokomotiv na službu.
Od 5. ledna 2009 lze využít přepravní služby na železniční trati Wałbrzych – Nowa Ruda – Kłodzko, která byla nedávno[kdy?] znovu uvedena do provozu a prochází na více místech ve vzdálenosti 2 až 3 kilometry od hranice s Českem. Pravidelnou osobní dopravu na ní zajišťuje železniční dopravce Koleje Dolnośląskie. V Kladsku se nachází též další železniční stanice, a to Kłodzko Miasto (Kladsko město) a Kłodzko Zagórze.

## Železniční tratě
Železniční stanicí Kladsko hlavní nádraží prochází železniční tratě:
- 276 Wrocław Główny – Lichkov
- 286 Kłodzko Główne – Wałbrzych Główny

## Železniční doprava
Železniční stanici Kladsko hlavní nádraží obsluhují dálkové vnitrostátní, regionální spoje směřující kupříkladu do měst:
- Vratislav – (Wrocław Główny)
- Valbřich – (Wałbrzych Główny)
- Mezilesí – (Międzylesie)
- Lešno – (Leszno)
- Lichkov
- Chudoba – (Kudowa-Zdrój)
- Nowa Ruda